# Jane Reichhold
Jane Reichhold (Lima, Ohio, *1937) is een Amerikaans, progressief haiku-dichteres.
Haar boekje Writing and Enjoying Haiku is een instap in de haikuwereld, waarbij ze de aandacht legt op de rustgevende en innerlijk werkzame kracht die van de haiku kan uitgaan.
Haar tanka-bundel Geography Lens en de anthologie Wind Five Folded, uitgegeven door Aha Books, zijn ook bekende werken.